# Endless
Az Endless Frank Ocean amerikai énekes videóalbuma, amely 2016. augusztus 19-én jelent meg az Apple Music streaming platformon. Másnap jelent meg Ocean második stúdióalbuma, a Blonde (2016). Az Endlesst később újra masterelték és megjelent vizuális formátumokban 2018. április 10-én.
Az album Ocean, a Def Jam Recordings elleni küzdelme után jelent meg. Az Endless Kaliforniában, Londonban, Miamiban és Berlinben volt felvéve. A producer Ocean, Vegyn, Michael Uzowuru és Troy Noka volt.
A film Oceant követi, ahogy fát munkál egy lépcsőn, miközben a zene játszódik. Zenei újságírók megjegyezték, hogy az album esztétikája minimalista, laza zenei struktúrával és a Blonde-hoz hasonló elemeket tartalmaz, mint ambient pop, avant-soul, R&B és trap. Témáját tekintve az Endless Ocean celeb státuszát, szerelmi életét, szívfájdalmait követi, életkorával kiegészítve. Közreműködött rajta Sampha és Jazmine Sullivan.
Az Endlesst méltatták a kritikusok, kiemelve a zenei tartalmát, absztrakt strukturális elemeit. Ennek ellenére, akiknek nem tetszett a vizuális része és a hossza. Az újrakiadás alkalmával méltatták az albumot.

## Háttér
2013. február 21-én Ocean bejelentette, hogy elkezdett dolgozni második albumán, amelynek része voltak közreműködések, Tyler, The Creator, Pharrell Williams és Danger Mouse producerekkel. Ocean ezek mellett elmondta, hogy ez is egy koncepcióalbum lesz és inspirálták olyan előadók, mint a The Beach Boys és a The Beatles. Ocean kifejezte érdeklődését, hogy együttműködjön a Tame Impalával. King Krule a következőt mondta egy lehetséges közreműködésükről: „Frank a házamban volt, igen... Lejött és akarta, hogy csináljak valamit lemezéhez, de nem hiszem, hogy tetszett neki.”
2014 áprilisában Ocean kijelentette, hogy második stúdióalbuma majdnem elkészült és júniusban a Billboard megírta, hogy az énekes Happy Perezzel, Charlie Gambettával és Kevin Ristroval dolgozott együtt, illetve Hit-Boy, Rodney Jerkins és Danger Mouse producerekkel. November 29-én Ocean kiadott egy részletet a Memrise dalból.
2015. április 6-án Ocean bejelentette, hogy a channel ORANGE-et követő album júliusban fog megjelenni egy magazinnal együtt. Az album végül ekkor nem jelent meg, bármiféle magyarázat nélkül.

## Megjelenés
2016. július 2-án weboldalán azt mondta, hogy lehet érkezik egy második albuma. A képen, amelyet megosztott, egy könyvtárkártya szerepelt, Boys Don’t Cry felirattal, különböző dátumokkal. A dátumok 2015. július 2-án kezdődnek és 2016 novemberével végződnek. Ocean testvére, Ryan Breaux Instagramon a következő aláírással posztolta ugyanazt a fényképet: „BOYS DON’T CRY #JULY2016.” 2016. augusztus 1-én az Apple Music által készített élő videóban elindították a boysdontcry.co weboldalt.
2016. augusztus 1-én megjelent egy videó, amelyen Ocean volt látható, fát megmunkálva, elszórva hangszereken játszva. Ugyanezen a napon több magazin is lehozta a hírt, hogy 2016. augusztus 5. lehet a Boys Don’t Cry megjelenése. A videó az Endless népszerűsítése volt, amely egy 45 perces videóalbum lett, 2016. augusztus 19-én jelent meg az Apple Music streaming platformon. Később bejelentették, hogy ez nem Ocean második stúdióalbuma volt. A Boys Don’t Cry címet leváltották. Az Endless volt Ocean utolsó albuma a Def Jam Recordings kiadóval, hogy teljesítse szerződését a Blonde (2016) kiadása előtt.
2017. április 24-én Ocean kiadta a Slide on Me remixét, Young Thug közreműködésével a Blonded Radio műsoron. November 27-én Ocean kiadott az Endless újra masterelt verzióját.

## Fogadtatás
Az Endlesst méltatták a kritikusok. A Metacritic, amely 100 pontból ad egy értékelést albumoknak, a videó 74 pontot szerzett, 13 kritika alapján.
Tim Jonze (The Guardian) azt írta, hogy Ocean az Endlessen a popot keverte az avantgárddal, „gazdag, változatos és – alkalmanként – küzd a zene határai ellen.” Ezek mellett megjegyezte, hogy „az album nagy része csak homályosan ellebeg, igazi irány nélkül.” A Q magazinnal készített közös interjúban az Endless és a Blonde megjelenése után, Victoria Segal azt mondta, hogy „ezek a lemezek lehet nem előzik meg a Channel Orange-et, de megvan a saját mozgékony csillogása, feltérképezve az emberek közötti teret, nyúlva egy homályos intimitás felé, amely majdnem igazinak érződik.” Ryan Dombal (Pitchfork) szerint „egy filmezett szórakoztató darabként, az Endless fájdalmasan buta,” de a zene „sokkal izgalmasabb,” amelyet egy mixtape-hez hasonlított és az állította, hogy egy „érdekkeltő betekintés Ocean folyamataiba, és a legnyersebb vokálokat tartalmazza, amit eddig kiadott.” Nina Corcoran (Consequence of Sound) szerint a videó „a magas és alacsony pontjai között ingadozik.” Vegyes véleménye volt a zene absztrakt természetéről, amely „szépséggel van töltve, de olyan érzést ad, mint egy álom, amire nem nagyon emlékszel, még akkor se, ha leírod, amint felébredsz.” Andy Kellman (AllMusic) pedig azt írta, hogy a dalok „beleolvadnak egymásba” és, hogy egy „okosan rendezett tákolmány, főként másodrendű anyagokból.”
Brian Josephs (Spin) sokkal kritikusabb volt, azt írva, hogy nem működött albumként. „Egy egészként, az Endless formátlannak érződik [...] mint egy szép, kacskaringós folyóírás, semmi ragaszkodással a füzet margóihoz.” Dan Caffrey (The A.V. Club) azt mondta, hogy az album koncepciója „minimálisan érdekes lenne,” ha a hossza miatt „nem lenne a videó megtekintéséből egy házimunka.” Méltatta az album nyitódalait, de összességében kritizálta a zenét, mint egy „nyers környezet, félig befejezett verzékkel és Apple termékek robotikus leírásával.”

## Számlista
| 1.    | Device Control                                    | Wolfgang Tillmans                                                                  | 0:56 |
| 2.    | (At Your Best) You Are Love                       | Ernie Isley Marvin Isley Chris Jasper Rudolph Isley O'Kelly Isley Jr. Ronald Isley | 5:21 |
| 3.    | Alabama                                           | Frank Ocean                                                                        | 1:25 |
| 4.    | Mine                                              | Ocean Alejandra Ghersi                                                             | 0:32 |
| 5.    | U-N-I-T-Y                                         | Ocean Steven Vidal Adam Feeney                                                     | 2:54 |
| 6.    | Ambience 001: A Certain Way                       |                                                                                    | 0:11 |
| 7.    | Comme des Garçons                                 | Ocean                                                                              | 0:59 |
| 8.    | Xenons                                            | Ocean Joe Thornalley                                                               | 0:31 |
| 9.    | Ambience 002: Honey Baby                          |                                                                                    | 0:09 |
| 10.   | Wither                                            | Ocean                                                                              | 2:34 |
| 11.   | Hublots (tartalmazza: Walk Away, szerezte: Ocean) | Ocean Charles Njapa Garth Porter Anthony Mitchell Daryl Braithwaite                | 1:48 |
| 12.   | In Here Somewhere                                 | Ocean Troy Noka Thornalley                                                         | 1:45 |
| 13.   | Slide on Me                                       | Ocean                                                                              | 3:07 |
| 14.   | Sideways                                          | Ocean                                                                              | 1:54 |
| 15.   | Florida                                           | Ocean                                                                              | 1:15 |
| 16.   | Impietas / Deathwish (ASR)                        | Ocean Noka Thornalley                                                              | 1:56 |
| 17.   | Rushes                                            | Ocean                                                                              | 3:26 |
| 18.   | Rushes To                                         | Ocean Noka Thornalley Michael Uzowuru                                              | 2:12 |
| 19.   | Higgs                                             | Ocean                                                                              | 3:39 |
| 20.   | Mitsubishi Sony                                   | Ocean Thornalley                                                                   | 2:26 |
| 21.   | Device Control (reprise)                          | Tillmans                                                                           | 7:04 |
| 45:52 |                                                   |                                                                                    |      |

Jegyzetek
- Device Control: nem szerepel az audió kiadáson.
- Az album számlistái különböznek verziók alapján. Nem mindegyiken szerepel az Ambience 001: A Certain Way, a Xenons, az Ambience 002: Honey Baby, a Walk Away, az Impietas és a Mitsubishi Sony.
- A Comme des Garçons helyesírási hibával szerepel a videó kiadásokon: Commes des Garconsként.
- Mitsubishi Sony stilizálva: Mitsu-Sony a VHS/DVD kiadásokon.

Feldolgozott dalok
- At Your Best (You Are Love): az Isley Brothers (At Your Best) You Are Love feldolgozása.
- Hublots: We Ride Tonight, előadta: The Sherbs, szerezte: Garth Porter, Anthony Mitchell és Daryl Braithwaite
- Ambience 001: A Certain Way: Crystal LaBeija dialógusa a The Queen (1968) filmből;[25] I Think I Am in Love With You, előadta: Wee, szerezte: Norman Whiteside.
- Ambience 002: Honey Baby: Vapor Barato, előadta: Gal Costa, szerezte Jards Macalé és Waly Salomão.[26]

## Közreműködő előadók

### Film
| - Frank Ocean – rendező - Francis Soriano – vágás, fényképészet rendezője - Thomas Mastorakos – terméktervezés - Wendi Morris – producer - Rita Zebdi – ruházat - Henri Helander – ruházat asszisztens - Paper Mache Monkey – művészeti osztály - TMG – díszlet | - Grant Lau – VFX - Brandon Chavez – színezés - Caleb Laven – hangkeverés - Keith Ferreira – 1st AC - Taj Francois – asszisztens vágó/DIT - Maarten Hofmeijer – hangdesign - Brent Kiser – hangdesign |

### Album
| Vokalisták - Frank Ocean – énekes - Wolfgang Tillmans – fellépés (Device Control) - Jazmine Sullivan – vokál (Hublots), további vokál (Alabama), háttérének (Wither és Rushes) - Sampha – további vokál (Alabama) - Rita Zebdi – további vokál (Comme des Garçons) További zenészek - James Blake – szintetizátor (At Your Best (You Are Love)) - Christophe Chassol – zongora (U-N-I-T-Y) - Kyle Combs – szintetizátor (Device Control) - Alex G – gitárok (U-N-I-T-Y, Wither Slide On Me, Rushes és Higgs) - Jonny Greenwood – vonós hangszerelés (At Your Best (You Are Love)) - Austin Hollows – gitárok (Higgs) - Om'Mas Keith – zongora (At Your Best (You Are Love)) - Tim Knapp – szintetizátor, dob programozás (Device Control) - London Contemporary Orchestra – zenekar (At Your Best (You Are Love)) - Troy Noka – programozás (Deathwish (ASR) és Rushes To), dob programozás (Comme des Garçons és In Here Somewhere), szintetizátor (In Here Somewhere) - Nolife – dob programozás (Sideways) - Frank Ocean – zongora (Alabama, Wither és Hublots), további programozás (In Here Somewhere és Deathwish (ASR)), gitárok (Rushes To) - Ben Reed – basszusgitár (Comme des Garçons, Wither, Slide on Me és Rushes) - Buddy Ross – szintetizátor (Mine, U-N-I-T-Y, Comme des Garçons, Slide on Me, Sideways és Rushes), basszusgitár (Florida) - SebastiAn – programozás, szintetizátor (Rushes To, At Your Best (You Are Love) és Higgs), további programozás, szintetizátor (Slide on Me) - Nico Segal – trombita (U-N-I-T-Y) - Rosie Slater – további dobok (Device Control) - Spaceman – gitárok (In Here Somewhere, Deathwish (ASR), Rushes és Rushes To) - Michael Uzowuru – programozás (Rushes To) - Vegyn – programozás (Xenons, Deathwish (ASR), Rushes To és Mitsubishi Sony), dob programozás (Comme des Garçons, In Here Somewhere, Slide on Me és Sideways), bass (Slide on Me) - 88-Keys – további programozás (Hublots) | Produceri munka - Frank Ocean – executive producer, producer - Vegyn – producer - Troy Noka – producer - Michael Uzowuru – producer - Arca – producer (Mine) - 88-Keys – producer (Hublots) - Stwo – co-producer (U-N-I-T-Y) - Frank Dukes – co-producer (U-N-I-T-Y) Háttérmunka - Caleb Laven – felvételi hangmérnök - Beatríz Artola – felvételi hangmérnök - Greg Koller – felvételi hangmérnök - Eric Caudieux – felvételi hangmérnök - Graeme Stewart – orchestra engineering ("At Your Best (You Are Love)") - Tom Elmhirst – keverő hangmérnök - Noah Goldstein – keverő hangmérnök - Joe Visciano – asszisztens keverő hangmérnök - Mike Dean – master Design - Frank Ocean – kreatív igazgató - Thomas Mastorakos – kreatív igazgató, fényképész - Michel Egger – grafikus tervező - Kevin McCaughey – grafikus tervező |

## Kiadások
| Régió       | Dátum               | Formátum                                                 | Kiadó                     |
| ----------- | ------------------- | -------------------------------------------------------- | ------------------------- |
| Világszerte | 2016. augusztus 19. | - digitális letöltés - streaming (iTunes és Apple Music) | - Fresh Produce - Def Jam |
| Világszerte | 2017. november 27.  | - CD/DVD - hanglemez - VHS (online kiadás)               | Boyfriend                 |